# La luna vale un millón
La luna vale un millón es una película española del género de comedia. Fue lanzada en 1945 y dirigida por el cineasta Florián Rey, director de prestigio durante la II República Española y los primeros años de la época franquista. Fue producida por Chamartín Producciones y está protagonizada por Miguel Ligero, Leonor Fábregas, y Manuel Arbó. Trata el tema del sosias, muy recurrente en el cine de la comedia, relatando la historia de dos personajes completamente idénticos que intercambian sus personalidades.

## Argumento
La luna vale un millón cuenta la clásica historia de dos hombres físicamente muy parecidos; uno rematadamente pobre, el otro con dinero hasta en las orejas. Al comienzo de la película, el prestigioso millonario sufre un accidente y queda inconsciente. Así, el otro protagonista, un vagabundo que deambulaba por la zona del accidente, tras advertir el increíble parecido entre ellos, decide vestirse con sus ropas y suplantar su identidad. A partir de este momento y ejerciendo su nuevo poder, el vagabundo comenzará a sumergirse en una embrollosa trama empresarial que dará lugar a un buen número de malentendidos. Mientras, el financiero despertará desconcertado entre las ropas del mendigo, sorprendido ante una situación que no termina de entender pero que supondrá el comienzo a la experimentación de una vida sencilla y sin ajetreos.

## Reparto
- Miguel Ligero
- Manuel Arbó
- Leonor Fábregas
- Alicia Palacios
- Lolita Valcárcel
- Gonzalo Llorens
- Matilde Muñoz Sampedro
- José Prada

## Producción
La luna vale un millón fue producida por la empresa Chamartín producciones y distribuciones.

## Estreno
La luna vale un millón se estrenó en 1945. A pesar del éxito que tuvieron la mayoría de las películas de Florián Rey, bien es cierto que a partir de la segunda mitad de los años cuarenta, el director entró en franca decadencia profesional. Así, La luna vale un millón fue considerada mediocre por la crítica y pasó sin pena ni gloria entre el público.